# 小行星3927
小行星3927（3927 Feliciaplatt）是一颗绕太阳运转的小行星，为主小行星带小行星。该小行星于1981年5月5日发现。
該小行星以美國計算機科學家約翰·普拉特的母親費利西婭·普拉特（Felicia Platt）命名。

## 轨道参数
小行星3927的轨道半长轴为2.1940093 UA，离心率为0.135。